# NGC 7712
NGC 7712 ist eine Spiralgalaxie vom Hubble-Typ S im Sternbild Pegasus am Nordsternhimmel. Sie ist schätzungsweise 144 Millionen Lichtjahre von der Milchstraße entfernt.
Das Objekt wurde im Jahre 1876 von Wilhelm Tempel entdeckt.